# Klärschlammfonds
Über so genannte Klärschlammfonds werden Haftungsrisiken für die landwirtschaftliche Verwertung von Klärschlämmen abgedeckt, welche für den Klärschlammerzeuger bestehen. Es existieren ein privatwirtschaftlich organisierter und ein gesetzlich organisierter Klärschlammfonds.

## Freiwilliger Klärschlammfonds
Die Bundesarbeitsgemeinschaft Deutscher Kommunalversicherer (BADK) verwaltet einen Klärschlammfonds (freiwilliger Klärschlammfonds im Gegensatz zum gesetzlichen Klärschlammfonds mit einer Zwangsmitgliedschaft der Klärschlammabgeber), dessen Grundlagen Ende der 1980er Jahre in Zusammenarbeit mit den Kommunalen Spitzenverbänden, dem Deutschen Bauernverband und der Abwassertechnischen Vereinigung erarbeitet wurden.
Er hat die Aufgabe, für die beteiligten Klärschlamm-Abgeber Entschädigungen an Landwirte zu leisten, die einen Klärschlammaufbringungsvertrag mit dem Abgeber geschlossen haben. In dem Vertrag verpflichten sich beide Vertragsparteien zu Maßnahmen, die über die Anforderungen der Klärschlammverordnung hinausgehen. Neben dem Vertragsschluss sind weitere Voraussetzungen für eine Entschädigung die bestehende Kausalität zwischen Klärschlammausbringung und dem Schaden sowie die fehlende Möglichkeit des Landwirts, Schadenersatzansprüche gegenüber Dritten geltend zu machen. Die Entscheidung über das Ob und die Höhe der Fondsleistung liegt bei einer unabhängigen Regulierungskommission. Der Fonds hat sich durch Beiträge finanziert, deren Höhe von der durchschnittlichen Menge des landwirtschaftlich verwerteten Klärschlamms des jeweiligen Mitglieds abhing. Der Einzug von Beiträgen wurde mit Inkrafttreten des gesetzlichen Klärschlammfonds 1999 grundsätzlich eingestellt, um Doppelbelastungen der Kommunen zu verhindern.
Die BADK verwaltet den Fonds seit seiner Gründung 1990. Der sogenannte „Freiwillige Klärschlammfonds der Kommunen“ verfügt nach eigenen Angaben Ende des Jahres 2011 über ein unmittelbar vorhandenes Regulierungsvolumen von ca. 28 Mio. €. Zusätzlich dazu können weitere ca. 15 Mio. € von den Mitgliedern eingezogen werden, wenn sie zu Schadenregulierungen benötigt werden sollten.

## Gesetzlicher Klärschlamm-Entschädigungsfonds
Seit dem 1. Januar 1999 besteht daneben ein gesetzlicher Klärschlamm-Entschädigungsfonds. Seine rechtlichen Bedingungen sind in der „Verordnung über den Klärschlamm-Entschädigungsfonds (Klärschlamm-Entschädigungsfondsverordnung – KlärEV)“ vom 20. Mai 1998 (BGBl. I S. 1048) fixiert. In diesem gesetzlichen Klärschlammfonds werden Umlagen zur Finanzierung erhoben.
Die Bildung und Ausgestaltung des gesetzlichen Klärschlamm-Entschädigungsfonds ist in § 1 der KlärEV geregelt. Hiernach werden die Entschädigungen gemäß § 9 Abs. 1 Satz 2 des Düngemittelgesetzes aus einem nicht rechtsfähigen Sondervermögen des Bundes mit dem Namen Klärschlamm-Entschädigungsfonds erbracht. Das Sondervermögen ist von den übrigen Vermögen des Bundes, seinen Rechten und Pflichten getrennt zu halten. Es kann unter seinem Namen im rechtsgeschäftlichen Verkehr handeln, klagen oder verklagt werden.
Verwaltet wird der Klärschlamm-Entschädigungsfonds durch die Bundesanstalt für Landwirtschaft und Ernährung (Bundesanstalt). Mit Beschluss vom 18. Mai 2004 (AZ: 2 BvR 2374/99) erklärte das Bundesverfassungsgericht die Zulässigkeit des gesetzlichen Klärschlammfonds.

## Schadensfälle
Die beiden bestehenden Klärschlammfonds überlappen sich in ihren Haftungsbereichen. Dem freiwillige Klärschlammfonds wurden seit seiner Gründung bis zum Jahr 2011 28 Schadensfälle von Landwirten gemeldet. Dabei handelte es sich meistens um die Belastung des Klärschlamms mit pflanzlichen Samen, die den Klärprozess in den Abwasserbehandlungsanlagen in einem keimfähigen Zustand überstanden haben, zumeist um Tomatensamen. In keinem Fall war die geltend gemachte Schädigung auf Schadstoffe im Klärschlamm zurückzuführen. In 21 der 28 gemeldeten Schadensfälle kam die Regulierungskommission zu dem Ergebnis, dass Entschädigungsleistungen gezahlt werden. Aufgrund der nur geringfügigen Schadenhöhen lag der Gesamtbetrag der Entschädigungsleistungen mit rund 25.000 € nur geringfügig über den Gutachtenkosten, die ebenfalls vom freiwilligen Klärschlammfonds übernommen wurden.  Aus dem Verantwortungsbereich des gesetzlichen Klärschlammfonds ist kein Schadensfall bekannt.